# Daniel Grupa
Daniel Grupa (ur. 1975 w Sulechowie) – polski pianista i kompozytor. Twórca muzyki teatralnej i filmowej. Współpracował z wieloma artystami polskiej i zagranicznej sceny muzycznej. Miłośnik wspinaczki i gór wysokich. W latach 2011–2024 dyrektor artystyczny Festiwalu Muzyki Fryderyka Chopina w Sulechowie, a w latach 2015–2021 prezes Klubu Wysokogórskiego w Zielonej Górze.

## Życiorys

### Edukacja i początki kariery
Rozpoczął edukację muzyczną w wieku siedmiu lat w Społecznym Ognisku Muzycznym. Następnie uczęszczał do Średniej Szkoły Muzycznej w Kaliszu. W 1992 roku rozpoczął współpracę z Teatrem Dramatycznym w Kaliszu jako pianista i kierownik muzyczny w spektaklu Opera za trzy grosze w reż. Jana Buchwalda oraz kompozytor i pianista w spektaklu Ja jestem ruda Lola w reż. Tadeusza Wiśniewskiego. W Kaliszu odbyły się także premiery jego pierwszych utworów: Concertino na fortepian i orkiestrę smyczkową oraz Kwartetu smyczkowego.
Studiował kompozycję na Akademii Muzycznej w Poznaniu oraz muzykologię na Uniwersytecie im. Adama Mickiewicza w Poznaniu (obu tych kierunków nie ukończył).

### Kariera muzyczna
Daniel Grupa jest autorem muzyki do filmów, spektakli teatralnych i słuchowisk radiowych. Jego utwory towarzyszyły m.in. następującym produkcjom:
- Dzień, w którym umrę (2004), reż. Grzegorz Lipiec[7], emitowany w TVP[8] z nagrodami kina niezależnego [9].
- Zamknięci w celuloidzie (2007), reż. Wojciech Sikora[10]
- Grun de Berg. Wyzwanie (2019), reż. M. Malinowski i M. Olechnowski[11]
- Stara kobieta wysiaduje (2021), reż. Grzegorz Bral (współpraca z Maciejem Rychłym)[12]
- Gusła (2022), reż. Grzegorz Bral[13], z sukcesami na Edinburgh Festival Fringe [14].
- Feblik (2023), reż. Lech Mackiewicz[15]
- Norwegia 2.0. Poza siecią (2024), reż. Michał Telega[16]
- Balladyna (2024), reż. Robert Czechowski[17]
- Bushido (2025), reż. Marcin Tomaszewski[18]
- Bóg Mordu (2025), reż. Grzegorz Krawczyk[19]
- Akompaniator (2025), reż. Robert Czechowski[20].

Koncertował z artystami takimi jak: Małgorzata Ostrowska, Anna Wyszkoni, Kasia Wilk, Marek Jackowski, Stanisław Sojka, Piotr Cugowski, Zakopower i Virgil Donati. Występował na Festiwalu w Opolu, Top of the Top Sopot Festival, Polsat Hit Festival w Sopocie oraz w Royal Albert Hall w Londynie i w Chicago. Wykonawca podczas "Piano Day" na antenie Radia RAM , "Kwarantanny w Hi-Fi" w radiu RDC oraz Festiwalu Pianistyki Polskiej .
W 2021 roku ukazał się jego debiutancki album Zanim nadejdzie noc, na którym gościnnie wystąpili m.in. Renata Przemyk, Patrycjusz Gruszecki i kwartet smyczkowy Con Affetto.
W 2023 roku odbyło się prawykonanie Fantasmagorii na fortepian i kwartet smyczkowy podczas Festiwalu Muzyki Fryderyka Chopina w Sulechowie, a w 2024 roku podczas Festiwalu Pianistyki Polskiej w Słupsku odbyło się prawykonanie utworu FACES na kwartet fortepianowy.
Poza działalnością artystyczną Grupa zajmuje się wspinaczką i alpinizmem. Wspinał się m.in. w Alpach, Kaukazie i Himalajach.

### Dyskografia
- Something’s Gotta Change – Amila Zazu (2007)
- Tree of Lie – Terminal (2010)
- Kolędy wielkie – Anna Wyszkoni (2015)
- Jestem tu nowa – Anna Wyszkoni (2017)
- O miłości w czasach powstania – Michał Kowalonek (2019)
- Zanim nadejdzie noc – Daniel Grupa (2021)
- Tryptyk – Opowieść Arlekina – Daniel Grupa (2024)

## Wybrane utwory
- I Kwartet smyczkowy (1995)
- Fantasmagoria (2023)
- FACES (2024)
- Tryptyk – Opowieść Arlekina (2024)